# Poul Anderson
Poul William Anderson (n. 25 noiembrie 1926 – d. 31 iulie 2001) a fost un scriitor american de science fiction, care și-a început cariera în timpul Epocii de Aur a genului și a continuat să scrie și să rămână popular până în secolul 21. Anderson a scris și romane fantasy, istorice, precum și o serie de povestiri, primind numeroase premii, inclusiv șapte premii Hugo și trei premii Nebula.
Anderson și-a luat doctoratul în fizică la Universitatea din Minnesota în 1948 și s-a căsătorit cu Karen Kruse în 1953, având împreună o fată, Astrid, care este căsătorită cu scriitorul de science fiction Greg Bear. În 1972 a devenit al șaselea președinte al Science Fiction and Fantasy Writers of America. A fost membru al Swordsmen and Sorcerers' Guild of America, un grup de autori de heroic fantasy fondat în anii '60 și ale cărui lucrări au fost antologate în seria lui Lin Carter Flashing Swords!. De asemenea, a fost membru fondator al  Society for Creative Anachronism. Robert A. Heinlein a dedicat romanul său din 1985 The Cat Who Walks Through Walls lui Anderson și altor opt membri ai Citizens' Advisory Council on National Space Policy.
Poul Anderson a murit de cancer pe 31 iulie 2001, după o lună de spitalizare. Câteva dintre romanele sale au fost publicate postum.

## Biografie
Poul Anderson s-a născut pe 25 noiembrie 1926, în Bristol, statul Pennsylvania, din părinți de origine scandinavă. La puțin timp după nașterea sa, tatăl său, inginerul Anton Anderson, s-a mutat împreună cu familia în Texas, unde au trăit cu toții peste zece ani. După moartea lui Anton, văduva sa și-a dus copiii în Danemarca, revenind în Statele Unite după terminarea celui de-al Doilea Război Mondial, stabilindu-se la o fermă din Minnesota. 
Anderson și-a luat doctoratul în fizică la Universitatea din Minnesota în 1948, dar nu a fost tentat să lucreze ca fizician. Prima sa povestire a apărut în 1947, iar după absolvire a lucrat ca scriitor liber profesionist. 
S-a căsătorit cu Karen Kruse în 1953 și s-au mutat împreună în zona golfului San Francisco. Fiica lor, Astrid, s-a născut în 1954. Apoi și-a stabilit reședința în Orinda, lângă Berkeley, statul California.

## Teme politice, morale și literare
Anderson este faimos mai ales pentru cărțile sale de aventuri, în care personajele sale obțin succese răsunătoare sau eșuează într-un mod eroic. Personajele sale sun înțelepte, adeseori introspective și bine realizate. Intrigile sale implică deseori speculații pe baza problemelor sociale și politice, într-un mod potrivit genului science fiction. El a scris și opere mai puțin remarcate, în general mai scurte, mai ales în ultima perioadă a carierei sale.
Mare parte din SF-ul său este bine ancorat în latura științifică (la care se adaugă speculații de genul călătoriei cu viteze superluminice), una dintre specialitățile sale fiind imaginarea unor planete non-terestre, plauzibile din punct de vedere științific. Poate cea mai cunoscută este planeta din The Man Who Counts — Anderson i-a ajustat dimensiunea și compoziția pentru ca oamenii să poată trăi în aer liber, dar și pentru a permite evoluția unor extratereștri zburători inteligenți, explorând apoi consecințele acestor ajustări.

### Spațiu și libertate
În multe povestiri Anderson tratează teme sociale și politice. Indiferent prin ce schimbări a trecut, și-a păstrat credința fermă în legătura inextricabilă dintre libertatea umană și expansiunea spațială - motiv pentru care s-a opus mereu ideii că explorarea spațiului ar fi "o risipă de bani" sau "un lux inutil".
Legătura dintre zborul spațial și libertate este exprimată explicit în unele dintre povestiri, ea fiind o extensie a conceptului american despre frontiere din secolul al XIX-lea: nemulțumiții pot merge mai departe, revendicând noi pământuri, iar pionierii pot aduce viața pe asteroizi sterili (ca în Tales of the Flying Mountains) sau se pot stabili pe planete similare Pământului unde întâlnesc forme de viață neinteligente (ca în Star Fox).
Așa cum a susținut în repetate rânduri în eseurile sale de non-ficțiune, Anderson considera expansiunea spațială o nevoie existențială, abandonarea spațiului fiind catalogată ca un blestem pentru omenire, care ar deveni "o societate de briganzi care conduc țărani". Acest lucru este exprimat foarte sugestiv în emoționanta povestire "Welcome". În ea, omenirea a abandonat spațiul și trăiește pe un Pământ suprapopulat pe care o mică elită nu doar că tratează restul oamenilor ca pe niște sclavi, dar se dedă la canibalism.
Invers, în întunecata lume orwellian din "The High Ones" — în care sovieticii au câștigat Al Treilea Război Mondial și controlează întreaga lume — disidenții mai au speranțe tocmai pentru că explorarea spațiului nu a fost abandonată. La sfârșitul povestirii, rebelii se stabilesc în alt sistem stelar în care descendenții lor - li se spune cititorilor - vor construi la un moment dat o flotă de eliberare care va fi trimisă pe Pământ.

### Guvernul mondial
Terifiat de perspectiva dominației sovietice asupra Pământului, Anderson nu era foarte entuziasmat nici de ideea ca americanii să ocupe acea poziție. De fapt, câteva dintre povestirile și cărțile sale care descriu urmările unei victorii a americanilor în Al Treilea Război Mondial — cum ar fi, de exemplu, "Sam Hall" și continuarea sa, "Three Worlds to Conquer", precum și "Shield" — sunt doar cu puțin mai dezolante decât cele care descriu o victorie a sovieticilor. La fel ca Heinlein în "Solution Unsatisfactory", Anderson consideră că impunerea conducerii militare americane asupra lumii va duce la distrugerea democrației și la o conducere tiranică asupra propriilor cetățeni.
Atât în descrierea unei lumi conduse de sovietici, cât și în cea a unei lumi conduse de americani, Anderson menționează o rebeliune care pornește în Brazilia începutului de secol XXI, înnăbușită brutal în ambele cazuri de către putere — rebelii brazilieni fiind considerați "contra-revoluționari" într-unul din cazuri și "comuniști" în celălalt. 
În primii ani ai Războiului Rece — pe când era, după cum se descria chiar el într-o perioadă ulterioară, mai conservativoare, un "liberal înflăcărat" — Anderson spera că Organizația Națiunilor Unite se va transforma într-un guvern mondial adevărat. Acest lucru apare prezentat în "Un-man", un thriller futuristic în care Băieții Buni sunt agenți ai Secretarului General al ONU care încearcă să creeze un guvern mondial, în timp ce Băieții Răi sunt naționaliști (mai ales americani) care vor să își păstreze suveranitatea cu orice preț.
Mai târziu, Anderson a respins complet această idee (un exemplu destul de amuzant îl constituie începutul cărții Tau Zero — un viitor în care națiunile lumii au împuternicit Suedia să supravegheze dezarmarea, ajungând să fie conduse de Imperiul Suedez). În Star Fox, descrierea defavorabilă făcută unui grup pacifist numit "Militanții Mondiali pentru Pace" indică opinia sa referitoare la Războiul din Vietnam, în plină desfășurare la data publicării cărții. O prezentare și mai explicită a acestei idei apare ulterior în cartea Pavăza timpului, în care o tânără călătoare prin timp americancă din anii '90 face o scurtă vizită într-ub campus universitar din anii '60 și nu este foarte entuziasmată de ceea ce vede acolo.

### Libertarianism
În locul unui guvern mondial, romanul Pavăza timpului rezolvă problema unei lumi dominate de dictatura americană într-un mod libertarian: protagonistul, vânat de diferite grupuri ale puterii pentru secretul câmpului de forță personal adus de pe Marte, decide în cele din urmă să dezvăluie pur și simplu secretul întregii lumi.
Anderson a revenit deseori la libertarianism (lucru care i-a adus premiul Prometheus) și a omului de afaceri erou în principal prin intermediul personajului Nicholas van Rijn. Totuși, Van Rijn este departe de omul de afaceri modern, fiind mai curând un neguțător din Epoca de Aur olandeză a secolului al XVII-lea. Cititorul nu știe dacă el petrece timp în sălile de ședință sau pune la cale preluări corporatiste, deoarece toate aparițiile sale sunt în sălbăticia frontierei spațiale. 
Începând din anii '70, lucrările lui Anderson care au baze istorice au fost influențate de teoriile istoricului John K. Hord, care considera că toate imperiile urmează același tipar ciclic (în care Imperiul lui Dominic Flandry se potrivește perfect).
Scriitoarea Sandra Miesel a comentat în 1978 că tema general prezentă a lui Anderson o constituie lupta împotriva entropiei și a morții termice a universului, un mediu al uniformității perfecte în care nu se poate întâmpla nimic.

### Conflitul israeliano-palestinian
Un este de non-ficțiune cuprins în There Will Be Time și atribuit protagonistului fictiv al cărții critică stânga americană din 1972 (când a fost scrisă cartea) pentru două situații de dublu standard: neglijarea condamnării violării drepturilor omului în Uniunea Sovietică și lipsa reacției la tratamentul aplicat de Israel palestinienilor.
În ficțiunile lui Anderson se fac destul de des referiri la Conflictul israeliano-palestinian prin intermediul analogiilor și a permutărilor trecute, viitoare și paralele ale conflictului. Poziția lui Anderson față de conflictul din Orientul Mijlociu a fost mult mai pacifistă decât cea referitoare la conflictele Statelor Unite (cum ar fi poziția față de Războiul din Vietnam, prezentată anterior), el considerând că atât israelienii, cât și palestinienii au dreptate în felul lor, unele dintre personajele sale israeliene criticând deseori politica țării lor.
Astfel, în povestirea "Fildeș, maimuțe și păuni", agenții patrulei timpului din Tirul regelui Hiram sunt un cuplu israelian din secolul XX, care vor să îl ajute pe vechiul tiran "pentru a compensa într-un fel ceea ce țara noastră va face aici". Povestirea a fost scrisă în timpul Războiului din Liban din 1982, în timpul căruia avioanele israeliene au bombardat Tirul modern, producând multe victime în rândul civililor. 
Mutanții agresivi din "Inside Straight", care își sibjugă întreaga planetă și pornesc într-o acțiune de cucerire interstelară, au fost la început o minoritate persecutată. Personajul dromman al povestirii — în mod evident negativ, dar prezentat cu multă empatie — crede că istoria poporului său a fost un "amestec de xenofobie, pogromuri și lagăre de concentrare". El reflectează și la furia alor săi când un filozof de pe altă lume le-a spus: "Tratamentul injust poate duce la paranoia victimei. Rasa voastră a supraviețuit opresorilor, dar nu și reflexelor create de ei în societatea voastră. Sistemul vostru nervos vă direcționează să nu vedeți în ceilalți decât dușmani periculoși." 
"Fire Time" prezintă istoria detaliată a escaladării prelungite a unui conflict pe o planetă colonizată simultan de oameni (care o numesc Mundomar) și non-umanii naqsani (care o numesc Tseyakka). Imaginea lui Sigurdsson, conducătorului oamenilor, care declară independența republicii Eleutheria în plin război amintește clar de David Ben Gurion declarând independența Israelului în 1948. Într-un război ulterior, eleutherienii cuceresc continentul G'yaaru al naqsanilor și îl redenumesc Sigurdssonia, stabilindu-și acolo așezări. 
În acest context își face o scurtă apariție personajul Gunnar Heim, protagonistul din Star Fox. În cartea anterioară, Heim în persoană a împins ezitantul Pământ într-un război pe care el îl credea necesar, considerând că ideologia dușmanului este dedicată cuceririi tuturor celorlalți. Totuși, când vine vorba despre Mundomar/Tseyakka, același Heim pledează pentru moderație, ridicând problema compromisului și a coexistenței dintre cele două părți aflate în război, condamnând în același timp sprijinul necondiționat acordat de Pământ agresivilor eleutharieni (sprijin similar celui acordat de S.U.A. Israelului).
Într-o povestire cu aceeași temă, un grup izolat de oameni trăiește de generații pe o planetă străină, fiind în relații extrem de bune cu indigenii non-umani. Cu toate acestea, căpitanul unei nave pământene care aterizează pe planetă îi forțează să părăsească planeta, declarând: "Puteți vorbi în numele nepoților voștri și ai nepoților lor, în numele generațiilor care vor deveni tot mai numeroase și cărora le va trebui tot mai mult pământ? Când strămoșii mei au sosit în Palestina, nu doreau să ia locul localnicilor arabi și să îi ducă în lagăre — dar asta au făcut, în cele din urmă." Numele de familie al căpitanului este "Ben Yehuda" — numele ilustrului lingvist sionist, Eliezer Ben-Yehuda, care a avut un rol important în transformarea limbii ebraice dintr-o limbă liturghică într-una folosită uzual. 
Acesta este un exemplu tipic pentru motivul conflictului tragic, frecvent în operele lui Anderson: o poveste fără personaje negative, în care toate personajele au intenții bune, dar sunt obligate să devină parte a unor conflicte.

### Corectitudinea față de adversari
În numeroasele sale cărți și povestiri care descriu conflicte desfășurate în cadre science fiction sau fantasy, Anderson se străduiește să facă înțelese punctele de vedere ale ambelor tabere. Chiar și acolo unde e foarte evident de partea cui este autorul, antagoniștii nu sunt prezentați ca oameni răi, ci ca oameni de onoare din punctul lor de vedere. Cititorului i se permite accesul la gândurile și sentimentele lor, iar atunci când sunt înfrânți, o fac cu o demnitate tragică. Exemple tipice în acest sens sunt Iarna lumii (conform originalului, The Winter of the World) și ''Oamenii vântului (conform originalului, The People of the Wind).
O temă comună operelor lui Anderson, cu rădăcini în legendele nord-europene, o constituie aceea că a face lucrul "corect" (înțelept) implică deseori realizarea unor acțiuni care, la prima vedere, par dezonorante, ilegale, distructive, sau chiar rele. În The Man who Counts, Nicholas van Rijn este "The Man" (Omul), deoarece el este pregătit să devină un tiran și un manipulator dur, pentru a permite supraviețuirea sa și a însoțitorilor săi. În "High Treason", protagonistul încalcă ordinele și își trădează subordonații pentru a preveni o crimă de război cu consecințe nefaste asupra omenirii. În A Knight of Ghosts and Shadows, Dominic Flandry își supune fiul unei lobotomii și apoi bombardează planeta natală a rasei Chereioniților pentru a-și face datoria și a sprijini Imperiul. Acest gen de acțiuni afectează personajele în moduri diferite, iar suportarea consecințelor pentru faptele "corecte" (dar neplăcute) comise reprezintă deseori un punct central al povestirilor. Lecția generală pare a fi că vinovăția este pedeapsa pentru acțiune.
În Star Fox, între eroul Gunnar Heim și dușmanul său, Cynbe — un membru extrem de talentat al Alerionilor, antrenat de mic pentru a înțelege dușmanii umani ai speciei sale până la nivelul la care ajunge să se înstrăineze de propriul popor - se înfiripă o relație de respect invidios. În scena finală, Cynbe îl provoacă pe Heim la o luptă spațială din care doar unul poate supraviețui. Heim acceptă, moment în care Cynbe spune: "Mulțumesc, frate."

### Subestimarea "primitivilor" - o greșeală fatală
Mare parte a operei lui Anderson se petrece în trecut, deseori conținând tușe magice, sau în lumi viitoare care amintesc de erele trecute. Vechea Scandinavie constituie una dintre preferatele sale, după cum se vede și în romanele care au la bază legendele lui Hrólf Kraki (Hrolf Kraki's Saga) și Haddingus (The War of the Gods). De obicei, el prezintă aceste lumi ca fiind superioare prezentului stupid și supra-civilizat, descrieri notabile în acest sens fiind lumile preistorice din The Long Remembering, societatea cvasi-medievală din No Truce with Kings și cea de pe Jupiter din Call Me Joe și Three Worlds to Conquer. Atracția și puterea atavismului au fost tratate satiric în Pact, critic în The Queen of Air and Darkness și The Night Face, tragic în Goat Song.
Romanul său din 1965, Coridoarele timpului, alternează între Epoca de Piatră europeană și un viitor represiv. În această viziune a viitorului, aproape toți oamenii sunt sau iobagi agricoli, sau sclavi industriali, dar conducătorii cred cu sinceritate că au creat o lume mai bună. Cu o acțiune care se petrece în cea mai mare parte în Danemarca, romanul tratează cunoscător și plin de respect societatea neolitică, fără însă a-i ascunde minusurile — și, după ce i se oferă ocazia să acceseze practic toate perioadele trecute și viitoare, acolo alege protagonistul să se stabilească și își găsește o viață fericită și satisfăcută.
În multe povestiri, câțiva reprezentanți ai unei societăți avansate tehnologic subestimează "primitivii" și plătesc din greu pentru asta. În Cruciadă în cosmos, extratereștrii care aterizează în Anglia medievală și se așteaptă la o campanie de cucerire ușoară, descoperă că nu sunt imuni la săbii și săgeți. În The Only Game in Town, un războinic mongol care, deși nu știe că cei doi "magicieni" pe care i-a întâlnit sunt călători temporali din viitor, le ghicește acestora intențiile și îi capturează cu ajutorul unui fulger "magic" pe care aceștia i l-au dat ca să îl impresioneze. În altă relatare a unei călătorii în timp, Pavăza timpului, un "polițist temporal" din secolul XX, echipat cu informații și tehnologie dintr-un viitor mult mai îndepărtat, este întrecut de un cavaler medieval și abia scapă cu viață. Altă operă, The Man Who Came Early, prezintă un soldat din Armata de uscat a Statelor Unite ale Americii (conform, United States Army) din secolul al XX-lea, staționat în Islanda, care e transportat în secolul al X-lea. Deși are o grămadă de idei, lipsa aptitudinilor practice de implementare a lor și lipsa de familiaritate cu tehnologia și obiceiurile perioadei îl duc la pierzanie.
Anderson a scris Uncleftish Beholding, o introducere în teoria atomică, folosind doar cuvinte cu rădăcină germanică. Pentru a omagia dragostea lui pentru epocile trecute, acest tip de scriere a fost denumit "scriere Ander-Saxonă", după numele lui.

### Conflicte tragice
Povestea relatată în Pavăza timpului este și un exemplu de conflict tragic, o altă temă comună a operei lui Anderson. Cavalerul încearcă să facă totul cât mai bine, în conformitate cu societatea și timpul său, dar acțiunile sale pot crea un secol XX teribil. De aceea, protagoniștii patrulei timpului sunt nevoiți să se lupte cu el și să îl omoare, deși le place de el (protagonista feminină aproape se îndrăgostește de el).
În Tristețea lui Odin al Goților, un antropolog american primește misiunea de a studia un trib got și cultura sa, vizitându-l în fiecare deceniu. Pas cu pas, el se implică tot mai mult, simțindu-se tot mai atras de goți (unii dintre ei fiind proprii săi urmași, în urma unei aventuri cu o fată gotică), iar aceștia identificându-l cu zeul Odin. El își dă seama ulterior că trebuie să își trădeze iubiții goți, deoarece așa spune o veche baladă - iar neîndeplinirea prezicerii ar schimba istoria și ar duce la destrămarea secolului al XX-lea așa cum îl știm.
În The Pirate, eroul este obligat să împiedice un grup de oameni sărmani să înceapă o nouă viață pe o altă planetă - deoarece stabilirea lor acolo ar distruge urmele unei ființe artistice care a trăit pe ea. O temă similară, dar la un alt nivel, apare în Sister Planet: deși terraformarea planetei Venus ar da o nouă șansă oamenilor care mor de foame pe Pământul suprapopulat, ea ar duce la exterminarea proaspăt descoperitei rase inteligente de pe Venus — iar eroul poate evita genocidul doar omorându-și cei mai buni prieteni.
În Delenda Est, miza este la cel mai înalt nivel posibil. Călătorii în timp care încalcă legile au creat un nou secol al XX-lea — "nu mai bun sau mai rău, doar diferit". Eroul îi poate învinge și poate restabili istoria cu care suntem familiarizați — dar asta ar duce la distrugerea completă a lumii care i-a luat locul.

## Premii
- Premiul Gandalf - Grand Master (1978)
- Premiul Hugo - câștigat de șapte ori [17]
- Premiul memorial John W. Campbell (2000)[18]
- premiul Locus - 41 de nominalizări, câștigat o dată (1972))[19]
- Premiul Mythopoeic Fantasy - câștigat o dată (1975))[20]
- Premiul Nebula - câștigat de trei ori [21]
- Premiul Pegasus - pentru cea mai bună adaptare, împreună cu Anne Passovoy (1998)
- Premiul Prometheus - câștigat de patru ori, incluzând și premiul special pentru întreaga carieră din 2001
- Premiul SFWA - Grand Master (1997)

## Cărți

### Science fiction

#### Seria Hoka
- Earthman's Burden (1957) cu Gordon R. Dickson
- Star Prince Charlie (1975) cu Gordon R. Dickson
- Hoka! (1983) cu Gordon R. Dickson

Reeditate de Baen ca:
- Hoka! Hoka! Hoka! (1998) cu Gordon R. Dickson
- Hokas Pokas! (2000) cu Gordon R. Dickson

#### Seria The Psychotechnic League
- Star Ways (cunoscut și ca The Peregrine) (1956)
- The Snows of Ganymede (1958)
- Virgin Planet (1959)
- The Psychotechnic League (1981)
- Cold Victory (1982)
- Starship (1982)

#### Seria Tomorrow's Children
- Tomorrow's Children (1947) cu F. N. Waldrop
- Chain of Logic (1947)

#### Istoria tehnică

##### Perioada Ligii Polesotehnice a lui Nicholas van Rijn
Conform cronologiei interne a seriei,
- War of the Wing-Men (textul și titlul original, apărute într-o ediție ulterioară, sunt cuprinse sub titlul The Man Who Counts) (1958)
- Trader to the Stars (1964) (premiul Prometheus)
- The Trouble Twisters (apare David Falkayn, nu Van Rijn) (1966)
- Satan's World (1969)
- The Earth Book of Stormgate (în multe povestiri nu apare Van Rijn) (1978)
- Mirkheim (1977)
- The People of the Wind (nu apar nici Falkayn, nici Van Rijn) (1973) - nominalizat la premiile Hugo și Locus, 1974 [22] Nebula Award nominee, 1973[23]

##### Perioada Imperiului Terran a lui Dominic Flandry
Conform cronologiei interne a seriei,
- Ensign Flandry (1966)
- A Circus of Hells (1970)
- The Rebel Worlds (1969)
- The Day of Their Return (nu apare Flandry) (1973)

ro. Ziua reîntoarcerii lor (Traducere Sabina Drăgănel) - Editura Nemira 1992
- Agent of the Terran Empire (1965)
- Flandry of Terra (1965)
- A Knight of Ghosts and Shadows (1974)
- A Stone in Heaven (1979)
- The Game of Empire (apare una dintre fetele lui Flandry) (1985)
- The Long Night (povestește despre Evul Întunecat de după vremea lui Flandry) (1983)
- Let the Spacemen Beware (cunoscut și ca The Night Face, nu apare Flandry) (1963)

#### Seria Patrula timpului
1. "Time Patrol" (1955) - apărută în limba română ca Patrula timpului
2. "Brave to Be a King" (1959) - ro. Tăria de a fi rege
3. "Gibraltar Falls" (1975) - ro. Cascadele din Gibraltar
4. "The Only Game in Town" (1960) - ro. Singurul joc posibil
5. "Delenda Est" (1955) - ro. Delenda Est
6. "Ivory, and Apes, and Peacocks" (1983) - ro. Fildeș, maimuțe și păuni
7. "The Sorrow of Odin the Goth" (1983) - ro. Tristețea lui Odin al Goților
8. "Star of the Sea" (1991)
9. The Year of the Ransom (1988)
10. The Shield of Time (1990) (Deși pe coperta cărții apare titlul "The Shield of Time", e cunoscută ca "Shield". Dedicația care apare pe versiunea scanată a cărții spune "O versiune prescurtată a acestui roman a fost serializată în Fantastic Stories of Imagination, iunie-iulie, 1962. Copyright # 1962, ediția Berkley Medallion / octombrie 1974 ediția Berkley / aprilie 1982. Copyright # 1963 de Poul Anderson."

ro. Pavază timpului (Traducere Gabriel Stoian) - Editura RAO 2000
1. "Death and the Knight" (1995)

Lucrările scurte ale seriei au fost antologate de mai multe ori de-a lungul anilor, în:
- Guardians of Time (1960) - conține 1, 2, 4 și 5; ediția extinsă din 1981 adaugă și 3

ro. Păzitorii timpului - Editura Nemira 1999
- Time Patrolman (1983) - conține 6 și 7

ro. Patrula timpului (Traducere Gabriel Stoian) - Editura Nemira 1994
- Annals of the Time Patrol (1983) - conține 1-7
- The Time Patrol (1991) - conține 1-9
- Time Patrol (2006) - conține 1-9 și 11

#### Seria History of Rustum
- Orbit Unlimited (1961) - roman creat din povestirile "Rustum" apărute în reviste între 1959 și 1961.[25]
- New America (1982) - culegere care include patru povestiri "Rustum" plus două povestiri nepublicate anterior.[26]

#### Maurai
- Maurai and Kith (1982)3)
- Orion Shall Rise (1983)

ro. Orion va răsări (Traducere Horia Nicola Ursu) - Editura RAO 1999
- Legată: There Will Be Time

#### Kith
Kith, o rasă stelară persecutată, apare în:
* "Ghetto" (1954)
* "The Horn of Time the Hunter" (cunoscut și ca "Homo Aquaticus", 1963)
* Romanul Starfarers (1998) - nominalizat la premiul Campbell, 1999 

#### Harvest of Stars
- Harvest of Stars (1993)
- The Stars Are Also Fire (1994) (premiul Prometheus)
- Harvest the Fire (1995)
- The Fleet of Stars (1997)

### Alte romane
- Flight to Forever (1950)
- Vault of the Ages (1952)
- Brain Wave (1954)

ro. Povara cunoașterii (Traducere Gabriel Stoian) - Editura Nemira 1994
- Question and Answer (cunoscut și ca Planet of No Return) (1954)
- No World of Their Own (1955)
- The Long Way Home (1958)
- Perish by the Sword (1959)
- War of Two Worlds (1959)
- The Enemy Stars (cunoscută și ca "'We have fed our sea—'") (1959) - nominalizată la premiul Hugo, 1959 [28]
- The High Crusade (1960) - nominalizat la premiul Hugo, 1961 [29]

ro. Cruciadă în cosmos (Traducere Lidia Ionescu) - Editura Nemira 2001
- Murder in Black Letter (1960)
- Twilight World (1961)
- After Doomsday (1962)
- The Makeshift Rocket (1962) (extinderea acțiunii din "A Bicycle Built for Brew")
- Murder Bound (1962)
- Shield (1963)
- Three Worlds to Conquer (1964)
- The Corridors of Time (1965)

ro. Coridoarele timpului - Editura Nemira 1995
- The Star Fox (1965) - nominalizat la premiul Nebula, 1965 [30], câștigător al premiului Prometheus
- The Fox, the Dog and the Griffin: A Folk Tale Adapted from the Danish of C. Molbeck (1966)
- World Without Stars (1966)
- Tau Zero (1970) (extinderea acțiunii din "To Outlive Eternity") - nominalizat la premiul Hugo, 1971 [31]
- The Byworlder (1971) - nominalizat la premiul Nebula, 1971 [31]
- The Dancer from Atlantis (1971)

ro. Dansatoarea din Atlantida - Editura Nemira 1996
- There Will Be Time (1972) - nominalizat la premiul Hugo, 1973 [23]

NOTĂ: Unul dintre personajele romanului, Leonce, aparține culturii Maurai culture, după cum se precizează în carte. Totuși, ea aparține unei era mult anterioare celei din povestirile Maurai.
- Fire Time (1974) - nominalizat la premiul Hugo, 1975 [32]
- Inheritors of Earth (1974) cu Gordon Eklund
- The Winter of the World (1975)
- The Avatar (1978)

ro. Avatarul (Traducere Mihnea Columbeanu) - Editura RAO 1998
- The Demon of Scattery (1979) cu Mildred Downey Broxon
- The Devil's Game (1980)
- The Boat of a Million Years (1989) - nominalizat la premiul Hugo, 1990 [27]; nominalizat la premiul Nebula, 1989  [33]
- The Saturn Game (1989)
- The Longest Voyage (1991)
- War of the Gods (1997)
- Genesis (2000) - premiul memorial John W. Campbell, 2001 [34]
- Mother of Kings (2001)
- For Love and Glory (2003)

### Alte culegeri de povestiri
- Strangers from Earth (1961). Conține povestirile „Earthman, Beware!” din 1951, „Quixote and the Windmill”  din 1950, „Gypsy” din 1950, „For the Duration” din 1957, „Duel on Syrtis” din 1951, „The Star Beast” din 1950, „The Disintegrating Sky” din 1953 și „Among Thieves” din 1957.[35]
- Un-Man and Other Novellas (1962)
- Time and Stars (1964)
- The Horn of Time (1968)
- Beyond the Beyond (1969)
- Seven Conquests (1969)
- Tales of the Flying Mountains (1970)
- The Queen of Air and Darkness and Other Stories (1973)
- The Worlds of Poul Anderson (1974)
- The Many Worlds of Poul Anderson (cunoscută și ca The Book of Poul Anderson) (1974) - editată de Roger Elwood
- Homeward and Beyond (1975)
- The Best of Poul Anderson (1976)
- Homebrew (1976)
- The Night Face & Other Stories (1979)
- The Dark Between the Stars (1981)
- Explorations (1981)
- Fantasy (1981)
- Winners (1981) - o culegere a povestirilor lui Anderson care au câștigat premiul Hugo
- Cold Victory (1982)
- The Gods Laughed (1982)
- Starship (1982)
- The Winter of the World / The Queen of Air and Darkness (1982)
- Conflict (1983)
- The Long Night (1983)
- Past Times (1984)
- The Unicorn Trade (1984) with Karen Anderson
- Dialogue With Darkness (1985)
- Space Folk (1989)
- Alight in the Void (1991)
- The Armies of Elfland (1991)
- Inconstant Star (1991) - povestiri a căror acțiune se petrece în universul războaielor dintre oameni și Kzini a lui Larry Niven
- Kinship With the Stars (1991)
- All One Universe (1996)
- Going for Infinity

### Fantasy

#### King of Ys
- Roma Mater (1986) cu Karen Anderson
- Gallicenae (1987) cu Karen Anderson
- Dahut (1987) cu Karen Anderson
- The Dog and the Wolf (1988) cu Karen Anderson

#### Operațiunea Alte Lumi
- Operation Chaos (1971)

ro. Operațiunea Haos - Editura Nemira 1995
- Operation Luna (1999)
- Operation Otherworld (1999) — set care conține "Operațiunea haos" și "Operation Luna"

#### Alte romane
- Three Hearts and Three Lions (1953)
- The Broken Sword (1954) - revizuit în 1971
- Hrolf Kraki's Saga (1973) - premiul British Fantasy, 1974 [22]
- A Midsummer Tempest (1974) - nominalizat la premiile Nebula și World Fantasy Awards, 1975 [32]

NOTĂ: Unul dintre personajele care apar în acest roman este Valeria Matucheck, fiica cea mare a lui Steve și Ginny Matuchek, protagoniștii din "Operațiunea haos" și "Operation Luna". Deși scrisă între cele două romane, "A Midsummer Tempest" are loc după ambele. Apare și Holger Carlsen, din Three Hearts and Three Lions.
- The Merman's Children (1979) - nominalizat la premiul Locus Fantasy, 1980 [36]
- Conan the Rebel (1980)
- War of the Gods (1997)

### Romane istorice

#### The Last Viking
- The Golden Horn (1980) cu Karen Anderson
- The Road of the Sea Horse (1980) cu Karen Anderson
- The Sign of the Raven (1980) cu Karen Anderson

#### Alte romane
- The Golden Slave (1960)
- Rogue Sword (1960)

### Antologii
- Nebula Award Stories Four (1969)
- The Day the Sun Stood Still (1972) cu Gordon R. Dickson și Robert Silverberg
- A World Named Cleopatra (1977)

### Non-Ficțiune
- Is There Life on Other Worlds? (1963)